# Ludwik Denderys
Ludwik Denderys est un boxeur polonais né le 26 avril 1944 à Młyńsk et mort le 13 février 2024 à Wrocław (voïvodie de Basse-Silésie).

## Carrière
Sa carrière amateur est principalement marquée par deux médailles de bronze remportées aux championnats d'Europe de 1969 et de 1971 dans la catégorie des poids lourds.

## Palmarès

### Championnats d'Europe
- Médaille de bronze en +81 kg en 1969 à Bucarest (Roumanie)
- Médaille de bronze en +81 kg en 1971 à Madrid (Espagne)